# Verbicaro
Verbicaro ist eine süditalienische Gemeinde in der Provinz Cosenza in der Region Kalabrien mit 2592 Einwohnern (Stand 31. Dezember 2023).
Der Ort bedeckt eine Fläche von 32 km². Die Nachbargemeinden sind Grisolia, Orsomarso, San Donato di Ninea und Santa Maria del Cedro.

## Städtepartnerschaft
Seit September 2005 besteht offiziell eine Partnerschaft mit der baden-württembergischen Gemeinde Oberstenfeld. Viele italienischstämmige Einwohner von Oberstenfeld stammen ursprünglich aus Verbicaro.